# Lycenchelys makushok
Lycenchelys makushok es una especie de pez de la familia de los Zoarcidae en el orden de los perciformes.

## Morfología
- Los machos pueden llegar a alcanzar los 14 cm de longitud total.
- Número de vértebras: 136.[1]

## Hábitat
Es un pez de mar y de aguas profundas que vive hasta los m de profundidad.

## Distribución geográfica
Se encuentran en las Islas Kuriles.

## Observaciones
Es inofensivo para los humanos. 